# Alma Deutscher
Alma Elizabeth Deutscher (ur. 19 lutego 2005 w Oksfordzie) – brytyjska kompozytorka i skrzypaczka.

## Życiorys
Urodzona w lutym 2005 r. w Oksfordzie. Jej rodzicami są Janie Steen i izraelski lingwista Guy Deutscher. Talent muzyczny dostrzeżono u niej w wieku dwóch lat, wtedy też rozpoczęła kształcenie muzyczne. W dniu trzecich urodzin dostała w prezencie skrzypce, na których już po niespełna roku grała sonaty Händla, a rok później skomponowała pierwszy utwór fortepianowy, zaś w wieku sześciu lat pierwszą sonatę. Rok później napisała fragmenty opery w oparciu o tekst Neila Gaimana. Popularność zyskała za sprawą Stephena Frya, który opisał ją w 2012 r. na swoim profilu na Twitterze. W 2014 r. skomponowała koncert skrzypcowy i fragment symfonii.
W 2013 r. rozpoczęła prace nad operą „Kopciuszek”, która swoją prapremierę miała 29 grudnia 2016 roku w Wiedniu. Orkiestrę podczas tego wykonania poprowadził Zubin Mehta. Po premierze opery przystąpiła do prac nad dokończeniem koncertu fortepianowego.
Nazywana „małym Mozartem”.